# Пам'ятки історії Тульчинського району
У Тульчинському районі Вінницької області під обліком перебуває 65 пам'яток історії.
| № п/п | Охор. № | Найменування пам'ятки | Адреса                                                         | Дата (епоха)                      | Дата відкриття або виявлення | Автори                                            | Матеріал                             | Основні розміри                            | Рішення про взяття під охорону |
| ----- | ------- | --- | -------------------------------------------------------------- | --------------------------------- | ---------------------------- | ------------------------------------------------- | ------------------------------------ | ------------------------------------------ | ------------------------------ |
| 1.    | 988     | Будинок (зруйнований), в якому жив П. І. Пестель | м. Тульчин, Тульчинська м/р, вул. Пестеля, 21                  | 1818—1825 рр.                     | поч. XIX ст.                 | місцеві майстри                                   | Цегла                                | 3,5х20х16,2 м                              | № 313 10.06.1971 р.            |
| 2.    | 1147    | Будинок, в якому жив український композитор Н. Д. Леонтович                                                                                             | м. Тульчин, Тульчинська м/р, вул. Леонтовича, 2                | 1908—1921 рр.                     | XIX ст.                      | місцеві майстри                                   | дерево, камінь                       | 3012,6 м²                                  | № 313 10.06.1971 р.            |
| 3.    | 960     | Братська могила червоноармійців | м. Тульчин, Тульчинська м/р, вул. Кучерявого                   | 1920 р.                           | 1927 р.                      | місцеві майстри                                   | об. граніт                           | в. 1,45 м                                  | № 313 10.06.1971 р.            |
| 4.    | 961     | Братська могила червоноармійців | м. Тульчин, Тульчинська м/р, на кладовищі                      | 1919—1920 рр.                     | 1973 р.                      | місцеві майстри                                   | об. граніт                           | в. 1,45, основа 0,6х0,4 м                  | № 313 10.06.1971 р.            |
| 5.    | 974     | Братська могила 293 воїнів Радянської армії, загиблих при визволенні міста                                                                              | м. Тульчин, Тульчинська м/р, вул. Леніна, 65                   | 1944 р.                           | 1955 р.                      | Харківський худ. фонд                             | ск. з/бетон, пост цегла              | ск. 2,6 м, п. 1,75х1,4х1,4 м               | -//-                           |
| 6.    | 393     | Братська могила 3 червоноармійців | с. Ганнопіль, Ганнопільська с/р, східна околиця села           | 1919 р.                           | 1973 р.                      | Місцеві майстри                                   | граніт                               | об. 1,45х0,7х0,3 м                         | № 29 19.06.1977 р.             |
| 7.    | 963     | Могила воїна Радянської армії, загиблого при визволенні села                                                                                            | с. Ганнопіль, Ганнопільська, с/р, біля клубу                   | 1944 р.                           | 1956 р.                      | Київський худ. фонд                               | ск. з/бетон, пост. цегла             | ск. 2,5 м, п. 2,8х0,9х0,9 м                | № 313 10.06.1971 р.            |
| 8.    | 402     | Пам'ятник 188 воїнам-односельчанам, загиблим на фронтах ВВВ                                                                                             | с. Ганнопіль, Ганнопільська с/р, біля школи                    | 1941—1945 рр.                     | 1972 р.                      | Київський худ. фонд                               | ск. з/бетон, пост. граніт            | ск. композ. 2,2х4,0х1,25 м, п. 2х2,5х5,5 м | № 29 19.06.1977 р.             |
| 9.    | 399     | Пам'ятник 134 воїнам–односельчанам, загиблим на фронтах ВВВ                                                                                             | с. Білоусівка, Білоусівська с/р, біля магазину                 | 1941—1945 рр.                     | 1973 р.                      | Житомир. худ. фонд                                | ск. з/бетон, пост. цегла             | ск. 1,5 м, п. 1,2х3х2 м                    | № 29 19.06.1977 р.             |
| 10.   | 208     | Могила К. В. Широцького | с. Білоусівка, Білоусівська с/р, на кладовищі                  | 1886—1919 рр.                     | 1978 р.                      | місцеві майстри                                   | граніт                               | об. 1,2 м                                  | № 75 20.02.1985 р.             |
| 11.   | 409     | Пам'ятник 164 воїнам-односельчанам, загиблим на фронтах ВВВ                                                                                             | с. Богданівка (кол. Калініне), Богданівська с/р, біля с/р.     | 1941—1945 рр.                     | 1970 р.                      | Київський худ. фонд                               | ск. з/бетон, пост. граніт            | ск. 3,5 м, п. 1,7х2,8х2,5 м                | № 29 19.06.1977 р.             |
| 12.   | 398     | Братська могила 19 мирних жителів | с. Богданівка (кол. Калініне), Богданівська с/р, на кладовищі. | 1944 р.                           | 1975 р.                      | місцеві майстри                                   | об. граніт, пост. граніт             | об. 1,5х0,7х0,2 м, п. 1х1,20х0,60 м        | № 29 19.06.1977 р.             |
| 13.   | 962     | Братська могила 74 воїнів Радянської армії, загиблих при визволенні села                                                                                | с. Бортники, Бортницька с/р, біля школи                        | 1944 р.                           | 1959 р.                      | Київський худ. фонд                               | ск. з/бетон, пост. цегла             | ск. 2,6 м, п. 3х1,65х1,65 м                | № 313 10.06.1971 р.            |
| 14.   | 400     | Пам'ятник 216 воїнам-односельчанам, загиблим на фронтах ВВВ                                                                                             | с. Бортники, Бортницька с/р, біля школи                        | 1941—1945 рр.                     | 1969 р.                      | Київський худ. фонд                               | ск. з/бетон, пост. цегла             | ск. 2,5 м, п. 1,4х1,3х1,7 м                | № 29 19.06.1977 р.             |
| 15.   | 401     | Пам'ятник 90 воїнам-односельчанам, загиблим на фронтах ВВВ                                                                                              | с. Василівка, Заозерненська с/р, біля магазину                 | 1941—1945 рр.                     | 1973 р.                      | Житомир. худ. фонд                                | ск. з/бетон, пост. цегла             | ск. 2,8 м, п. 1,5х1,4х1,2 м                | № 29 19.06.1977 р.             |
| 16.   | 403     | Пам'ятник 102 воїнам-односельчанам, загиблим на фронтах ВВВ                                                                                             | с. Гути, Клебанська с/р, біля клубу                            | 1941—1945 рр.                     | 1975 р.                      | Київський худ. фонд                               | ск. з/бетон, пост. цегла             | ск. 3 м, п. 0,9х1,85х1,1 м                 | № 29 19.06.1977 р.             |
| 17.   | 964     | Братська могила червоноармійців і 28 воїнів Радянської армії, загиблих при визволенні села                                                              | с. Дранка, Дранська с/р, на кладовищі                          | 1920 р., 1944 р.                  | 1975 р.                      | місцеві майстри                                   | об. граніт                           | об. 2х0,7х0,7 м                            | № 313 10.06.1971 р.            |
| 18.   | 405     | Пам'ятник 184 воїнам-односельчанам, загиблим на фронтах ВВВ                                                                                             | с. Дранка, Дранська с/р, біля контори СТОВ                     | 1941—1945 рр.                     | 1970 р.                      | Київський худ. фонд                               | ск. з/бетон, пост. цегла             | ск. 3 м, п. 3,9х3,5х3,5 м                  | № 29 19.06.1977 р.             |
| 19.   | 965     | Братська могила 5 радянських воїнів, загиблих при визволенні села                                                                                       | с. Журавлівка, Журавлівська с/р, біля Будинку культури         | 1944 р.                           | 1952 р.                      | Харків. худ. фонд                                 | ск. з/бетон, пост. цегла             | ск. 2,5 м, п. 4х1,20х1,20 м                | № 313 10.06.1971 р.            |
| 20.   | 406     | Пам'ятник 556 воїнам-односельчанам, загиблим на фронтах ВВВ                                                                                             | с. Журавлівка, Журавлівська с/р, біля с/р                      | 1941—1945 рр.                     | 1969 р.                      | Київський худ. фонд                               | об. граніт, пост. граніт             | об. 8,6 м, п. 2,1х1,7х1,7 м                | № 29 19.06.1977 р.             |
| 21.   | 408     | Пам'ятник 145 воїнам-односельчанам, загиблим на фронтах ВВВ                                                                                             | с. Заозерне, Заозерненська с/р, біля Будинку культури.         | 1941—1945 рр.                     | 1973 р.                      | Житомир. худ. фонд                                | ск. з/бетон, пост. цегла             | ск. 2 м, п. 1,70х3х2,2 м                   | -//-                           |
| 22.   | 407     | Могила невідомого воїна і пам'ятник 156 воїнам-односельчанам, загиблим на фронтах ВВВ                                                                   | с. Зарічне, Зарічненська с/р, біля Будинку культури.           | 1941—1945 рр.                     | 1975 р.                      | Житомир. худ. фонд                                | об. граніт                           | вис. 9 м                                   | № 29 19.06.1977 р.             |
| 23.   | 522     | Пам'ятник 112 воїнам-односельчанам, загиблим на фронтах ВВВ                                                                                             | с. Кинашів, Кинашівська с/р, біля церкви                       | 1941—1945 рр.                     | 1982 р.                      | Київський худ. фонд                               | об. граніт, ск. з/бетон, пост. цегла | об. 2,5х0,9 м, ск. 1,65 м                  | № 96 17.02.1983 р.             |
| 24.   | 958     | Суворівські криниці | с. Кинашів, Кинашівська с/р, південно-східна околиця села.     | 1796 р.                           | 1973 р.                      | місцеві майстри                                   | граніт                               | розміри 1,1х0,7х1,1 м                      | № 313 10.06.1971 р.            |
| 25.   | 395     | Братська могила 20 червоноармійців | с-ще Кирнасівка, Кирсанівська сел/р, вул. Привокзальна         | 1919 р.                           | 1950 р.                      | місцеві майстри                                   | об. з/бетон, пост. цегла             | об. 1,2 м, п. 0,3х0,9х0,9 м                | № 29 19.06.1977 р.             |
| 26.   | 968     | Братська могила 6 воїнів Радянської армії, загиблих при визволенні села                                                                                 | с-ще Кирнасівка, Кирсанівська сел/р, на кладовищі.             | 1944 р.                           | 1955 р.                      | Харків. худ. фонд                                 | ск. з/бетон, пост. цегла             | ск. 2,5 м, п. 2,4х1х1 м                    | № 313 10.06.1971 р.            |
| 27.   | 977     | Пам'ятник 274 воїнам-односельчанам, загиблим на фронтах ВВВ                                                                                             | с-ще Кирнасівка, Кирсанівська сел/р, біля школи.               | 1941—1945 рр.                     | 1969 р.                      | Київський худ. фонд                               | ск. з/бетон, пост. цегла             | ск. 5 м, п. 1,25х2х2 м                     | № 313 10.06.1971 р.            |
| 28.   | 1175    | Будинок колишньої сторожки, в якій збирались члени Південного товариства декабристів, і пам'ятний знак «Руська правда»                                  | с-ще Кирнасівка, Кирсанівська сел/р, в лісі                    | 1823—1825 рр.                     | 1972 р.                      | невідомі                                          | дерево                               | загальна площа 376,5 м²                    | № 313 10.06.1971 р.            |
| 29.   | 177     | Пам'ятний знак «Руській правді» | с-ще Кирнасівка, Кирсанівська сел/р, вул. Леніна, 10           | 1825 р.                           | 1972 р.                      | місцеві майстри                                   | граніт                               | об. 1,2 м                                  | № 228 22.05.1986 р.            |
| 30.   | 966     | Братська могила 7 воїнів Радянської армії, загиблих при визволенні села                                                                                 | с. Клебань, Клебанська с/р, біля Будинку культури              | 1944 р.                           | 1957 р.                      | Харків. худ. фонд                                 | ск. з/бетон, пост. цегла             | ск. 2,5 м, п. 1,7х2,1х2,2 м                | № 313 10.06.1971 р.            |
| 31.   | 410     | Пам'ятник 396 воїнам-односельчанам, загиблим на фронтах ВВВ                                                                                             | с. Клебань, Клебанська с/р, біля дитячого садка.               | 1941—1945 рр.                     | 1974 р.                      | Київський худ. фонд                               | ск. з/бетон, пост. цегла             | ск. 3 м, п. 0,8х1,85х1,10 м                | № 29 19.06.1977 р.             |
| 32.   | 394     | Братська могила 20 воїнів Червоної армії | с. Копіївка, Копіївська с/р, на кладовищі.                     | 1920 р.                           | 1973 р.                      | місцеві майстри                                   | об. граніт                           | об. 1,8х0,8х0,6 м                          | № 29 19.06.1977 р.             |
| 33.   | 968     | Братська могила 11 воїнів Радянської армії, загиблих при визволенні села                                                                                | с. Копіївка, Копіївська с/р, по дорозі на с. Торків            | 1944 р.                           | 1952 р.                      | Харків. худ. фонд                                 | ск. з/бетон, пост. цегла             | ск. 2,5 м, п. 2,5х1,2х1,2 м                | № 313 10.06.1971 р.            |
| 34.   | 411     | Пам'ятник 196 воїнам-односельчанам, загиблим на фронтах ВВВ                                                                                             | с. Крищинці, Крищинецька с/р, біля контори СТОВ                | 1941—1945 рр.                     | 1969                         | Київський худ. фонд                               | ск. з/бетон, пост. цегла             | ск. 3,4 м, п. 1,35х2,50х1,80 м             | № 29 19.06.1977 р.             |
| 35.   | 209     | Могила Гончара І. Т. | с. Крищинці, Крищинецька с/р, на кладовищі                     | 1899—1944 рр.                     | 1969                         | Київський худ. фонд                               | мармур                               | об. 2,6 м                                  | № 75 20.02.1985 р.             |
| 36.   | 969     | Братська могила 6 юних розвідників | с. Левківці, Левківська с/р, на кладовищі                      | 1944 р.                           | 1946 р.                      | місцеві майстри                                   | об. пісковик                         | об. 1,5 м, п. 1 м                          | № 313 10.06.1971 р.            |
| 37.   | 412     | Пам'ятник 123 воїнам-односельчанам, загиблим на фронтах ВВВ                                                                                             | с. Левківці, Левківська с/р, біля ставка                       | 1941—1945 рр.                     | 1974 р.                      | Київський худ. фонд                               | ск. з/бетон, цоколь цегла            | ск. 3,5 м, цоколь 0,5х3х4 м                | № 29 19.06.1977 р.             |
| 38.   | 178     | Пам'ятник 160 воїнам-односельчанам, загиблим на фронтах ВВВ                                                                                             | с. Мазурівка, Кинашівська с/р, біля школи                      | 1941—1945 рр.                     | 1983 р.                      | Київський худ. фонд                               | з/бетон                              | ск. 2,5 м, п. 1,9 м                        | № 228 22.05.1986 р.            |
| 39.   | 413     | Пам'ятник 70 воїнам-односельчанам, загиблим на фронтах ВВВ                                                                                              | с. Маньківка, Михайлівська с/р, біля клубу                     | 1941—1945 рр.                     | 1968 р.                      | Київський худ. фонд                               | ск. з/бетон, пост. цегла             | ск. 2,8 м, п. 1,6х1,25х1,25 м              | № 29 19.06.1977 р.             |
| 40.   | 414     | Пам'ятник 80 воїнам-односельчанам, загиблим на фронтах ВВВ                                                                                              | с. Михайлівка, Михайлівська с/р, біля Будинку культури.        | 1941—1945 рр.                     | 1968 р.                      | Київський худ. фонд                               | ск. з/бетон, пост. цегла             | ск. 2,5 м, п. 1,75х1,50х1,50 м             | № 29 19.06.1977 р.             |
| 41.   | 488     | Пам'ятник 183 воїнам-односельчанам, загиблим на фронтах ВВВ                                                                                             | с. Нестерварка, Кинашівська с/р, біля магазину                 | 1941—1945 рр.                     | 1981 р.                      | Вінницький худ. фонд                              | об. граніт                           | об. 7 м                                    | № 96 17.02.1983 р.             |
| 42.   | 957     | Суворівська «Пряжка» | с. Нестерварка, Михайлівська с/р, на полі                      | 1796 р.                           | 1960 р.                      | місцеві майстри                                   | об. цегла                            | об. 1,5х0,75х0,75 м                        | № 313 10.06.1971 р.            |
| 43.   | 979     | Пам'ятник 77 воїнам-односельчанам, загиблим на фронтах ВВВ                                                                                              | с. Петрашівка, Печерська с/р, біля клубу                       | 1941—1945 рр.                     | 1967 р.                      | Київський худ. фонд                               | об. граніт, цегла                    | об. 1,9 м, цоколь: 0,7х2х1,8 м             | № 313 10.06.1971 р.            |
| 44.   | 397     | Братська могила 27 воїнів Радянської армії, загиблих при обороні села                                                                                   | с. Печера, Печерська с/р, біля Будинку культури                | 1941 р.                           | 1968 р.                      | Київський худ. фонд                               | об. граніт                           | об. 1,2х2,2х2 м                            | № 29 19.06.1977 р.             |
| 45.   | 971     | Братська могила 8 воїнів Радянської армії, загиблих при визволенні села                                                                                 | с. Печера, Печерська с/р, 2 км на схід від села                | 1944 р.                           | 1958 р.                      | Харків. худ. фонд                                 | ск. з/бетон, пост. цегла             | ск. 1,65, п. 1,1х1,2х0,75 м                | № 313 10.06.1971 р.            |
| 46.   | 404     | Пам'ятник 75 воїнам-односельчанам, загиблим на фронтах ВВВ                                                                                              | с. Печера, (кол. Даньківка), Печерська с/р, біля клубу         | 1941—1945 рр.                     | 1969 р.                      | Київський худ. фонд                               | ск. з/бетон, пост. цегла             | ск. 2,6 м, п. 1х0,9х1 м                    | № 29 19.06.1977 р.             |
| 47.   | 880     | Пам'ятник 126 воїнам-односельчанам, загиблим на фронтах ВВВ                                                                                             | с. Печера, Печерська с/р, біля кафе.                           | 1941—1945 рр.                     | 1967                         | Київський худ. фонд                               | ск. з/бетон, пост. цегла             | ск. 2,15 м, п. 1,5х1,25х1,25 м             | № 313 10.06.1971 р.            |
| 48.   | 210     | Братська могила мирних жителів | с. Печера, Печерська с/р, на кладовищі.                        | 1942 р.                           | 1976 р.                      | ск. Малін М. І.                                   | бетон, мармур                        | б.1 м, п. 2,75 м                           | № 75 20.02.1985 р.             |
| 49.   | 978     | Пам'ятник 216 воїнам-односельчанам, загиблим на фронтах ВВВ                                                                                             | с. Сільниця, Сільницька с/р, біля Будинку культури.            | 1942 р.                           | 1969 р.                      | Київський худ. фонд                               | ск. з/бетон, пост. цегла             | ск. 2 м, п. 2х1,7х1,7 м                    | № 313 10.06.1971 р.            |
| 50.   | 416     | Пам'ятник 606 воїнам-односельчанам, загиблим на фронтах ВВВ                                                                                             | с. Суворівське, Суворівська с/р, біля контори СТОВ             | 1942 р.                           | 1972 р.                      | Київський худ. фонд                               | ск. з/бетон, пост. цегла             | ск. 2,5 м, п. 2х2,50х3 м                   | № 29 19.06.1977 р.             |
| 51.   | 417     | Пам'ятник 165 воїнам-односельчанам, загиблим на фронтах ВВВ                                                                                             | с. Тарасівна, Тарасівка с/р, біля Будинку культури             | 1942 р.                           | 1973 р.                      | Житомир. худ. фонд                                | ск. з/бетон, пост. цегла             | ск. 2,9 м, п. 0,7х2,5х1,7 м                | № 29 19.06.1977 р.             |
| 52.   | 972     | Меморіальний комплекс: могили учасників громадянської війни, учасників підпілля та братська могила 21 воїна-визволителя, що полягли при визволенні села | с. Тиманівка, Тиманівська с/р, біля контори СТОВ               | 1920 р., 1944 р.                  | 1954 р., рест. 1981 р.       | ск. С. Мороз                                      | ск. з/бетон, пост. цегла             | ск. 2,5 м                                  | № 313 10.06.1971 р.            |
| 53.   | 982     | Пам'ятник 292 воїнам-односельчанам, загиблим на фронтах ВВВ                                                                                             | с. Тиманівка, Тиманівська с/р, біля Будинку культури.          | 1941—1945 рр.                     | 1967 р.                      | ск. О. О. Мельничук, арх. Г. П. Вороніна, м. Київ | ск. з/бетон, пост. граніт            | ск. 5 м, п. 5х2,2х2,8 м                    | № 313 10.06.1971 р.            |
| 54.   | 987     | Будинок, в якому жив О. В. Суворов | с. Тиманівка, Тиманівська с/р, вул. Леніна, 3                  | 1796—1797 рр.                     | XVIII ст.                    | ____                                              | цегла                                | 185 м2                                     | -//-                           |
| 55.   | 61      | Будинок ТОЗу, в якому працював і жив двічі Герой Соціалістичної Праці Желюк П. О.                                                                       | с. Тиманівка, Тиманівська с/р, вул. Желюка, 6                  | 1920—1930 рр.                     | 1994 р.                      | місцеві майстри                                   | цегла                                | 8х14 м                                     | № 66 05.10.1995 р.             |
| 56.   | 396     | Братська могила 3 червоноармійців | с. Торків, Торківська с/р, на кладовищі.                       | 1920 р.                           | 1976 р.                      | місцеві майстри                                   | об. граніт                           | об. 1,6х0,5х0,2 м                          | № 29 19.06.1977 р.             |
| 57.   | 973     | Братська могила 62 воїнів Радянської армії, загиблих при визволенні села                                                                                | с. Торків, Торківська с/р, за 2 км на північ від села.         | 1944 р.                           | 1955 р.                      | ск. М. П. Ковтун м. Київ                          | ск. з/бетон, пост. цегла             | ск. 1,65 м, п. 1,6х3,6х1,6 м               | № 313 10.06.1971 р.            |
| 58.   | 211     | Пам'ятник 195 воїнам-односельчанам, загиблим на фронтах ВВВ                                                                                             | с. Торків, Торківська с/р, біля с/р.                           | 1941—1945 рр.                     | 1981 р.                      | ск. Данилівський                                  | з/бетон                              | ск. 4 м, п. 3 м                            | № 75 20.02.1985 р.             |
| 59.   | 975     | Братська могила 10 воїнів Радянської армії, загиблих при визволенні села                                                                                | с. Холодівка, Холодівська с/р, біля контори СТОВ               | 1944 р.                           | 1953 р.                      | Київський худ. фонд                               | ск. з/бетон, пост. цегла             | ск. 2,5 м, п. 2,7х1,2х1 м                  | № 313 10.06.1971 р.            |
| 60.   | 179     | Пам'ятник 209 воїнам-односельчанам, загиблим на фронтах ВВВ                                                                                             | с. Холодівка, Холодівська с/р, біля Будинку культури           | 1941—1945 рр.                     | 1983 р.                      | Київський худ. фонд                               | з/бетон                              | ск. 2,5 м, п. 1,9 м                        | № 228 22.05.1986 р.            |
| 61.   | 976     | Братська могила 34 воїнів Радянської армії, загиблих при обороні села                                                                                   | с-ще Шпиків, Шпиківська сел/р, за 2 км від селища              | 1944 р.                           | 1950 р.                      | Харків. худ. фонд                                 | ск. з/бетон, пост. цегла             | ск. 1,6 м, п. 1,4х1,2х1,45 м               | № 313 10.06.1971 р.            |
| 62.   | 983     | Пам'ятник 295 воїнам-односельчанам, загиблим на фронтах ВВВ                                                                                             | с-ще Шпиків, Шпиківська сел/р, вул. Леніна                     | 1941—1945 рр.                     | 1967 р.                      | ск. О. П. Прокопенко, м. Київ                     | ск. з/бетон, пост. цегла             | ск. 3,5 м, п. 2х3,5х2,5 м                  | № 313 10.06.1971 р.            |
| 63.   | 984     | Пам'ятник 253 воїнам-односельчанам, загиблим на фронтах ВВВ                                                                                             | с. Шура-Копіївська, Шура-Копіївська с/р, біля школи.           | 1941—1945 рр.                     | 1967 р.                      | Київський худ. фонд                               | ск. з/бетон, пост. цегла             | ск. 2,6 м, п. 2х1,1х1,1 м                  | № 313 10.06.71 р.              |
| 64.   | 985     | Пам'ятник 300 воїнам-односельчанам, загиблим на фронтах ВВВ                                                                                             | с. Юрківка, Юрківська с/р, біля с/р                            | 1941—1945 рр.                     | 1967 р.                      | Київський худ. фонд                               | ск. з/бетон, пост. цегла             | ск. 2,6 м, п. 2х1,1х1,1 м                  | № 313 10.06.71 р.              |
| 65.   | 1178    | Будинок, в якому жив український письменник Я. Д. Качура                                                                                                | с. Юрківка, Юрківська с/р, вул. Я. Качури, 17                  | 1897—1914 рр., мем. дошка 1950 р. | 1960 р.                      | невідомі                                          | дерево                               | заг. пл. 75 м²                             | № 313 10.06.1971 р.            |
|       |         | |                                                                |                                   |                              |                                                   |                                      |                                            |                                |